# Sauca (okręg Vaslui)
Sauca – wieś w Rumunii, w okręgu Vaslui, w gminie Laza. W 2011 roku liczyła 1008 mieszkańców.